# Molokini
Molokini est un cratère volcanique partiellement submergé en forme de croissant qui forme un petit îlot inhabité situé dans le chenal ʻAlalākeiki entre les îles de Maui et Kahoolawe, dans le comté de Maui, à Hawaï.
Ce sont les restes d'un des sept volcans du Pléistocène qui ont formé l'île préhistorique de Maui Nui, durant la période quaternaire de l'ère cénozoïque.
L'île a une superficie de 9,3 ha, un diamètre d'environ 0,6 km, mesure 50 m à son point le plus élevé et est situé à environ 4,0 km à l'ouest du parc d'État de Makena et au sud de la baie de Ma'alaea.
L'îlot est un refuge d'oiseaux marins de l'État hawaïen.

## Loisirs
Molokini est une destination touristique populaire pour la plongée sous-marine. Sa forme en croissant protège les plongeurs des vagues et des puissants courants du chenal. Cependant, les plongeurs expérimentés plongeront également à la dérive au large de la paroi extérieure de 91,5 mètres en utilisant les courants du chenal pour les transporter. Le matin, lorsque les vents sont plus calmes, les petits bateaux d'excursion peuvent également amener les clients à faire de la plongée avec tuba en toute sécurité sur le mur arrière du Molokini.